# Viktor Amazaspovici Ambarțumian
Viktor Amazaspovici Ambarțumian (armeană: Վիկտոր Համբարձումյան, rusă: Viktor Amazaspovici Ambarțumian; Амбарцумян, Виктор Амазаспович, n. 5/18 septembrie 1908, Tbilisi, Imperiul Rus – d. 12 august 1996, Byowrakan, Provincia Aragatsotn, Armenia, Byurakan, Armenia) a fost un om de știință armean sovietic cu diferite contribuții în cercetarea fizicii, fizica stelelor și nebuloaselor, astronomie, dinamica sistemelor stelare și cosmogonia stelelor și galaxiilor.
Membru al Academiei de Științe a Uniunii Sovietice și președinte al Uniunii Astronomice Internaționale, Ambarțumian este creditat drept fondatorul Observatorului din Biurakan.
Lucrările sale tratează diferite probleme de astronomie teoretică și astronomie stelară. A elaborat o nouă teorie a absorbției luminii în mediile nebuloase și a dovedit că stelele se nasc în grupuri, acest proces derulându-se și în prezent.
În 1930 s-a căsătorit cu Vera Feodorovna Klocihina.
În perioada 1939–1941, Ambarțumian a fost numit director la Observatorul Universității din Leningrad.
A introdus termenul de asociație stelară, în anul 1949.

## Creația științifică
Victor Ambarțumian este unul dintre marii astrofizicieni sovietici, foarte prodigios în anii 30 ai secolului XX, dar și după acești ani. A fost unul dintre cei mai cunoscuți astronomi și chiar fizician sovietici în acești ani. Lui Ambarțumian îi aparține o ipoteză larg cunoscută asupra nucleului galactic, care ar consta dintr-un roi globular de stele foarte compact, care asigură luminozitatea observată a centrului Galaxiei.
În anii 50 ai aceluiași secol, dar și în anii 60 concepția lui Ambarțumian a dominat în cercurile largi ale astronomilor, mai ales. Ulterior el s-a pronunțat împotriva găurilor negre, ca model al centrului galactic.
Ambarțumian îi revine rolul de organizator principal și conducător științific al Observatorului astronomic din Armenia.

## Lucrări publicate
- V.A. Ambartsumian, Theoretical Astrophysics. Translated from the Russian („Teoreticheskaya astrofizika”, Moskva, 1952) by J.B. Sykes, New York, Pergamon Press, 1958.
- V. A. Ambart︠s︡umi︠a︡n, Rouben V. Ambartsumian, prefață de Geoffrey Burbidge, A life in astrophysics: selected papers of Viktor A. Ambartsumian, New York, Allerton Press 1998, 279 de pagini, ISBN 978-0-898-64082-3, ISBN2 978-0-898-64083-0, oclc 38218742.
- sub direcția lui V.A. Ambartsumian, Problèmes de cosmogonie contemporaine, collection science pour tous, 1971

## Distincții, recompense, onoruri
- Premiul Jules-Janssen în 1956
- Medalia Bruce în 1960
- Medalia de Aur a Royal Astronomical Society în 1960
- Medalia Lomonosov în 1971
- Erou al Muncii Socialiste în 1968
- Erou Național al Armeniei în 1994[25]
- În anul 1998, Banca Centrală a Armeniei a pus în circulație o bancnotă cu valoarea nominală de 100 de dram, pe care se află gravat portretul astronomului Viktor Ambarțumian.
- În anul 2008, serviciile poștale din Armenia au emis o marcă poștală pe care a fost gravat portretul lui Viktor Ambarțumian, cu valoarea nominală de 120 de luma.

## Galerie de imagini

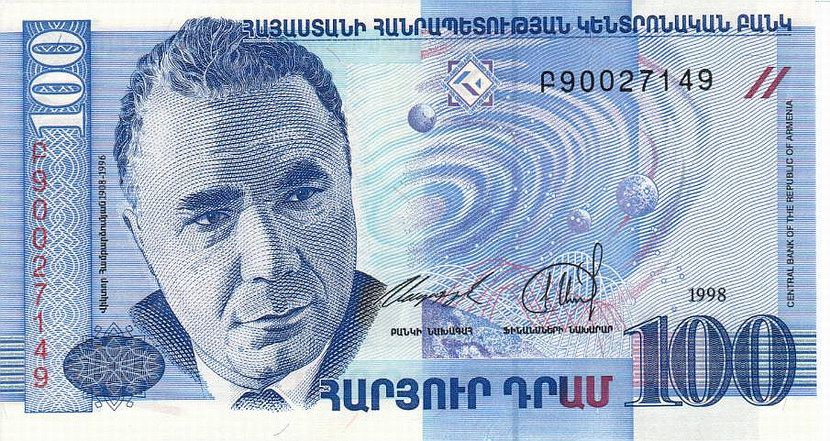
Portretul lui Viktor A. Ambarțumian, pe o bancnotă cu valoarea nominală de 100 de dram (avers), emisă de Banca Centrală a Armeniei, în 1998.
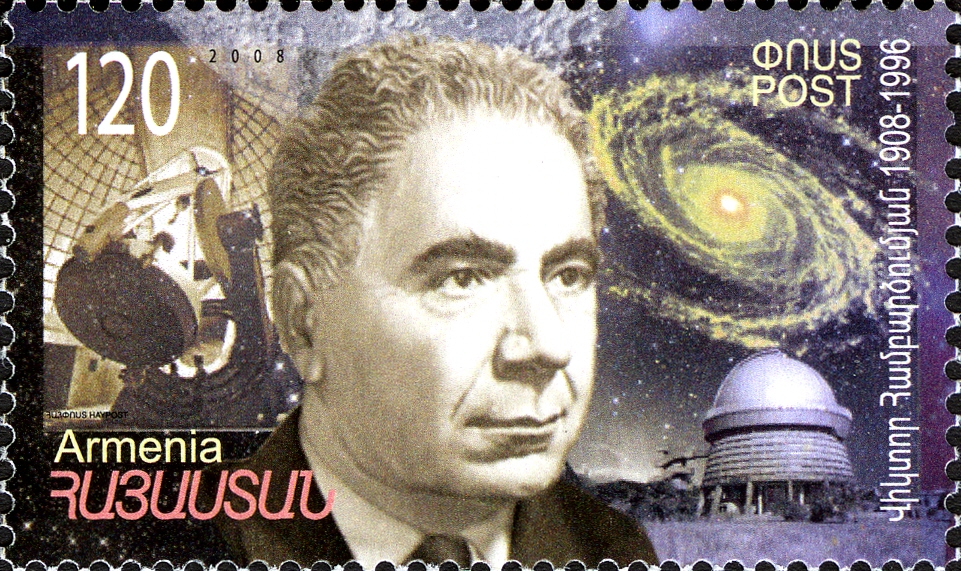
Portretul lui Viktor A. Ambarţumian pe o marcă poştală armeană din anul 2008, cu valoarea nominală de 120 de luma.